# Harold Sanford Kant
Harold Sanford „Hal“ Kant (* 29. Juli 1931 in der Bronx, New York City; † 19. Oktober 2008 in Reno, Nevada, Vereinigte Staaten) war ein US-amerikanischer Showgeschäfts-Anwalt für Musikbands und ein professioneller Pokerspieler, der durch seine 35-jährige Arbeit bei der Band Grateful Dead bekannt wurde.

## Ausbildung
Hal Kant studierte an der Harvard Law School und erhielt dort sein rechtswissenschaftliches Diplom. Anschließend arbeitete er als Angestellter des United States Court of Appeals for the Ninth Circuit (9th Cir.) in San Francisco, Kalifornien.

## Showgeschäft
Während seiner Anstellung bei 9th Cir. kam er zur Erkenntnis: 

„...the only attorneys in the music business were the attorneys for the record companies, and their job was to get as much money as they could for their company and leave as little as possible for the artists. I decided maybe the other guys should have an attorney, too.“

Frei übersetzt:

„Die einzigen Rechtsanwälte im Musikgeschäft waren die Rechtsanwälte für die Plattenfirmen, und deren Job war, so viel Geld wie möglich für die Firmen zu erzielen und so wenig wie möglich den Künstlern zu geben. Ich entschied, dass auch die anderen Leute (Künstler) einen Anwalt haben sollten.“

Anschließend arbeitete er für etliche Bands und Musiker wie Janis Joplin, Sonny and Cher, The Association, Stevie Ray Vaughan, The New Riders of the Purple Sage, Hot Tuna und Captain Beefheart. Ein Arbeitsangebot von den Doors lehnte er ab, da sie verlangten, dass er nur noch für sie arbeitet und nur sie repräsentiert.
Kant plante, seine das Musikgeschäft betreffende Akten und Daten einem „Grateful Dead Museum“ zu spenden, so dass Interessierte aus seiner Erfahrung lernen können.
Während er zumeist kürzere Arrangements mit den anderen Künstlern hatte, war Kant über 35 Jahre erster Anwalt und Chefsyndikus der Band Grateful Dead. In dieser Zeit verhalf er der Band zu mehreren Millionen Dollar Einnahmen. Kant bewahrte dabei das geistige Eigentum und das musikalische Erbe der Band. Darüber hinaus regelte er den Besitz der Musikrechte und die Verlagsrechte zu Gunsten der Band, so dass die Band zu den Pionieren gehörte, bei denen die Rechte im eigenen Besitz lagen. Dazu gehören auch die Rechte und das Erbe nach dem Bestehen der Band. Nach dem Tod von Jerry García nahm die Band weiterhin Millionen in Form von Albenverkäufen, Konzerten, Merchandising etc. ein, die das Erbe Garcias vermehrten. So wird weiterhin die Eiscreme Cherry Garcia von Ben & Jerry’s, von dessen Verkauf Anteile in Garcias Erbe und dem „Save the Rainforest“-Fond gelangen und weiter verwaltet wurden.
Der Einfluss Kants auf die Band war so dominierend, dass Garcia auf Kants Visitenkarte den Titel „Zar“ drucken ließ.

## Pokerkarriere
Neben seiner Anwaltschaft war Kant begeisterter Pokerspieler, der bei großen Turnieren teilnahm und auch gewann. So gewann er bei der World Series of Poker (WSOP) in Las Vegas im Jahr 1987 ein Turnier in der Variante Pot Limit Omaha und erhielt ein Bracelet sowie ein Preisgeld von 174.000 US-Dollar. Des Weiteren belegte er 1990 (gegen Berry Johnston) und 1994 (gegen John Heaney) je einen zweiten Platz. Er kam bei insgesamt zwölf WSOP-Turnieren in die bezahlten Ränge. Sein letztes WSOP-Turnier war im Jahr 2001, dort wurde er im Pot Limit Hold’em Elfter wurde. Insgesamt erspielte er sich bei der WSOP rund 525.000 US-Dollar Preisgeld. Zusammen mit anderen Turnieren gewann er mehr als 1,1 Millionen US-Dollar mit Turnierpoker. Seine letzte Geldplatzierung erzielte er im November 2005.
Kant war bekannt dafür, dass Deadheads ihn auf seinen Turnieren begleitete.

## Tod
Kant starb im Alter von 77 Jahren in Reno an Bauchspeicheldrüsenkrebs. Seine Familie bat darum, dass Spenden, im Gedenken an ihn, an die „Tower Cancer Research Foundation“, Los Angeles, getätigt werden.

## Weiterführende Literatur
McNally, Dennis. A long strange trip. The inside history of the Grateful Dead. New York 2002